# Estado Libre de Cartagena
El Estado Libre de Cartagena fue una entidad administrativa y territorial de las Provincias Unidas de la Nueva Granada. Comprendía el territorio norte de la provincia neogranadina homónima de 1810, ya que la parte sur se conformó en la provincia independiente de Mompox. El Estado Libre de Cartagena existió entre el 11 de noviembre de 1811 y el 6 de diciembre de 1815 y fue la primera sección de la actual Colombia que se declaró absolutamente Independiente de España, dando fin a tres siglos de dominio hispánico.

## Historia

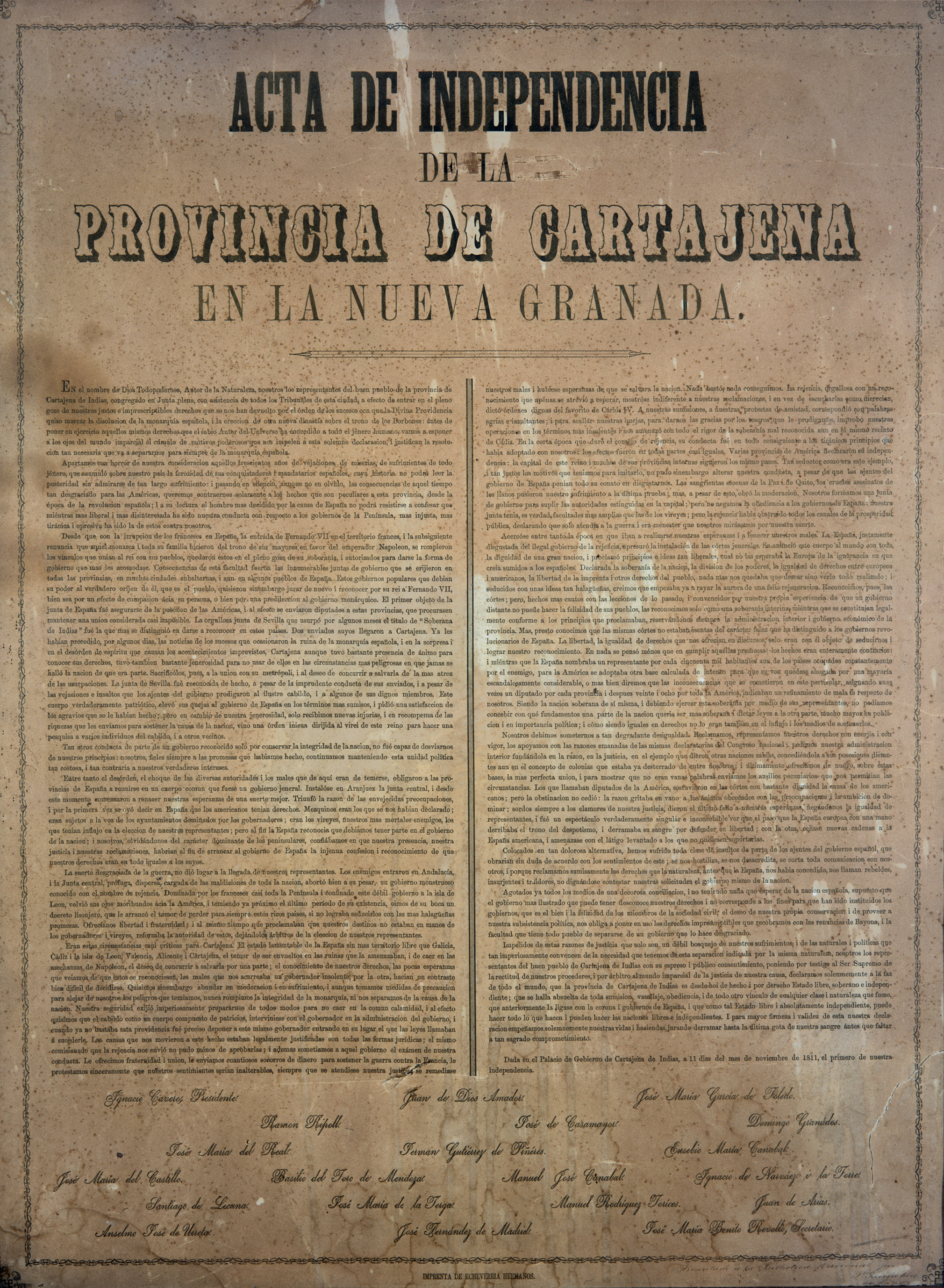
Acta de independencia de la provincia de Cartagena (11 de noviembre de 1811).

Luego de los múltiples movimientos revolucionarios que se llevaron a cabo en las provincias interiores de la Nueva Granada, los nacionalistas de Cartagena iniciaron el 14 de junio de 1810 un golpe de Estado con ayuda de la milicia popular del barrio de Getsemani, y a raíz de ello el gobernador fue destituido, encarcelado y sustituido por Don Blas de Soria. El 13 de agosto de 1810 se establece la Junta Suprema bajo la presidencia de José María García de Toledo. El 4 de febrero de 1811 los realistas intentaron un contragolpe en Cartagena pero fracasan.
Mompox y los pueblos de su jurisdicción se declararon provincia independiente (tanto de Cartagena como de España) el 14 de agosto de 1810 al enterarse de los acontecimientos ocurridos en Santafe de Bogotá y del rechazo de Cartagena a las peticiones de la junta de gobierno momposina (creada el 6 de agosto). Ante tales hechos el gobierno de Cartagena envío varios comisionados para la discusión del tema, que terminó en una negociación infructuosa y cuyo resultado final fue que el 31 de enero de 1811 la capital de la provincia dirigiera una fuerte ofensiva militar contra Mompox al mando de Antonio José de Ayos, batalla en la cual Cartagena obtuvo la victoria y retomó su soberanía sobre los momposinos.
A mediados de 1811, los cartageneros estaban ya minados por la división interna entre patriotas y realistas; se habían formado dos partidos que se combatían con furia, y los ánimos, en general, se hallaban muy irritados. Luego de varias escaramuzas importantes, tanto en el campo militar como político, que retardaron en varios meses la declaración de independencia, esta se proclama el 11 de noviembre de 1811, misma fecha en que el Estado Libre de Cartagena se declara soberano e independiente de España o de otro gobierno extranjero.
Aunque los movimientos separatistas fueron engendrados en la mente de los criollos ricos (que poseían por tanto formación académica), en Cartagena de Indias se dio el fenómeno de la participación de las clases populares en el levantamiento. Como Cartagena disponía de la fuerza militar más grande del Nuevo Reino de Granada, los acontecimientos independentistas significaban que el virrey ya no contaba con dichas fuerzas para aplacar cualquier insurrección que pudiera producirse en Santafé de Bogotá o en otra provincia de la Nueva Granada.
Por otro lado, para Cartagena, la guerra contra Santa Marta en poder de los realistas no se encontraba motivada por pretensiones de conquista. La declaratoria de guerra acudía a un principio político fundamental: «el derecho conque debe obligarse a la parte menor a seguir los votos de la mayoría». La expedición del Ejército del Magdalena al mando del venezolano Miguel Carabaño oera esencialmente libertadora, encaminada a «redimir a sus habitantes de la esclavitud española». El objetivo era contundente: Santa Marta «bien por la fuerza de las armas, o por sus propios esfuerzos» debía agregarse «a la sociedad política a la que todos pertenecemos».
En 1812, a Manuel Cortes Campomanes le fue confiada una de las expediciones organizadas por Manuel Rodríguez Torices, gobernador del Estado. Su misión era reconquistar La Sabanas y Cortés cumplió cabalmente, librando la Batalla de Mancomoján, sobre el arroyo del mismo nombre, lucha liderada por hombres del Carmen al mando del coronel quien derrotó a los realistas de Santa Marta, lo cual ratifico la soberanía y la lucha independentista del Estado Libre de Cartagena. En el año de 1813, en compensación de sus servicios a la causa patriota durante las guerras de Independencia, el gobernador de Cartagena le confirió al El Carmen de Bolívar, escudo de armas y el título de "Villa Meritoria". En esa batalla también se decidió la suerte de la llamada “rebelión de las sotanas”, dirigida por los curas de algunos pueblos de las sabanas, contra las autoridades republicanas.
Al fracasar la expedición de Carabaño, el Libertador Simón Bolívar fue comisionado por el Congreso de la Provincia de Tunja para someter a Santa Marta. Al mando de unos 1.500 soldados se dirige de Santafé a Cartagena donde debía recibir armas y pertrechos de las autoridades locales para tomar Santa Marta y liberar a Venezuela. Sin embargo el jefe militar de Cartagena Manuel del Castillo y Rada se negó a apoyarlo, razón por la cual Bolívar puso sitio durante mes y medio a la ciudad defendida por igual número de combatientes, pero la tropa de Bolívar apenas tenía 600 fusiles sin parque ni escuadra. Por otra parte, Cartagena no acepta el ofrecimiento en abril del virrey Francisco Montalvo y Ambulodi para atacar a Bolívar a cambio de someterse nuevamente al rey de España. Bolívar al tener conocimiento de la llegada de la gran expedición pacificadora de Pablo Morillo a Venezuela y atacado por los realistas en Santa Marta que reconquistaron Soledad, Barranquilla y Mompox, mediante un ultimátum propone reunir todas las facciones en conflicto bajo su mando, o renunciar a su mando de las tropas del Congreso. La respuesta de Cartagena es negativa y Bolívar decide salir a Jamaica británica en mayo de 1815. 
En esos momentos las Provincias Unidas apenas contaban con 3.000 efectivos concentrados en Cúcuta, Casanare y Popayán. Más de 2.000 fusiles, 100 piezas.
El Estado Libre de Cartagena subsistió hasta el Asedio de Cartagena (1815), acontecimiento por el cual los españoles comandados por Pablo Morillo restituyeron nuevamente el dominio hispánico sobre Cartagena y su provincia. Este período de reconquista duraría hasta 1821, año en que finalmente los españoles fueron expulsados para siempre de la ciudad.

## Gobierno del Estado Libre de Cartagena
- Presidente del gobierno: Manuel Rodríguez Torices
- Ministro de guerra: Antoine Leleux
- Ministro de la alta policía: Benoît Chassériau